# Lasiopsylla rotundipennis
Lasiopsylla rotundipennis är en insektsart som beskrevs av Walter Wilson Froggatt 1900. Lasiopsylla rotundipennis ingår i släktet Lasiopsylla och familjen rundbladloppor. Inga underarter finns listade i Catalogue of Life.